# Christoph Jöde

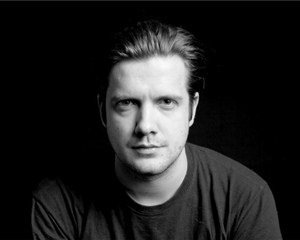
Christoph Jöde (2012)

Christoph Jöde (* 1985 in Hamburg) ist ein deutscher Schauspieler.

## Leben
Christoph Jöde  studierte von 2006 bis 2010 an der Folkwang Hochschule Essen, Studiengang Schauspiel Bochum. 2004 wurde er für den internationalen Artistenpreis „Sol Y Circo“ in der Kategorie Clownerie nominiert. Für die Spielzeit 2009/2010 war Christoph Jöde festes Ensemblemitglied am Schauspielhaus Bochum, wo er unter anderem in William Shakespeares Die Komödie der Irrungen, der Theaterbearbeitung von der Meuterei auf der Bounty (Regie: Henner Kallmeyer), in Lewis Carrolls Alice (Regie: Anna Bergmann) und als „Matti“ in Bertolt Brechts Herr Puntila und sein Knecht Matti (Regie: Anne Lenk) zu sehen war.
2010 wechselte er ans Schauspiel Dortmund, wo er bis 2013 unter der Intendanz von Kay Voges Ensemblemitglied war. 2012 wurde ihm der Förderpreis des Landes NRW verliehen. 
In der Spielzeit 2010/2011 war Christoph Jöde unter anderem in den Produktionen Die Perser, Die Dreigroschenoper, Die Kleinbürgerhochzeit und Sushi für Alle zu sehen. Zusammen mit Sebastian Graf eröffnete er die Reihe SpielBar mit dem Liederabend Helden meiner Jugend. Seit Mai 2011 war er zunächst im ehemaligen Museum am Ostwall und 2012 im 18. Stock des Dortmunder Harenberg City-Centers (HCC) als Liam in Waisen zu sehen. Christoph Jöde leitet gemeinsam mit Dramaturg Alexander Kerlin den Dortmunder Sprechchor.
In der Spielzeit 2011/2012 war er zuerst als Octave in de Mussets Die Launen der Marianne und in Jörg Buttgereits Double-Feature in 3D Green Frankenstein und Sexmonster zu sehen. Außerdem spielt er in Naked Lenz und gemeinsam mit dem Dortmunder Sprechchor in Sophokles' Drama „Antigone“. Im Anschluss an sein Engagement in Dortmund arbeitete Christoph Jöde als freischaffender Schauspieler, seine Gastengagements führten ihn unter anderem ans Schauspiel Stuttgart, Schauspiel Dortmund und das Deutsche SchauSpielHaus Hamburg.
Sein Debüt als Regisseur gab Christoph Jöde 2018 mit der Stückentwicklung Söhne am Lichthof Theater in Hamburg. Seit 2019 ist Christoph Jöde festes Ensemblemitglied am Deutschen Schauspielhaus Hamburg.

## Bühne
- Schauspielhaus Bochum (2009 bis 2010)
- Theater Dortmund (2010 bis 2016)
- Deutsches Schauspielhaus Hamburg (seit 2019)

## Filmographie (Auswahl)
- 2010: Neue Vahr Süd (Spielfilm), Regie: Hermine Huntgeburth
- 2012: Tatort: Alter Ego (TV), Regie: Thomas Jauch
- 2012: Nymphomaniac (Spielfilm), Regie: Lars von Trier
- 2015: Rentnercops (Fernsehserie, Folge Einer ist immer der Loser)
- 2016: Notruf Hafenkante (Fernsehserie, Folge Melody)
- 2019: Notruf Hafenkante (Fernsehserie, Folge Gier)
- 2021: Alles auf Rot
- 2023: Tatort: Nichts als die Wahrheit
- 2023: Der Kommissar und der See – Narrenfreiheit (Fernsehreihe)
- 2024: Mordsschwestern – Verbrechen ist Familiensache (Fernsehserie, 1 Folge)

## Auszeichnungen
- 2012: Förderpreis des Landes Nordrhein-Westfalen für junge Künstlerinnen und Künstler